# Gölbaşı (Savur)
Gölbaşı ist ein Dorf im Landkreis Savur der türkischen Provinz Mardin. Gölbaşı liegt etwa 51 km nordöstlich der Provinzhauptstadt Mardin und 4 km südöstlich von Savur. Gölbaşı hatte laut der letzten Volkszählung 373 Einwohner (Stand Ende Dezember 2009).